# Quadricoma crassicomoides
Quadricoma crassicomoides är en rundmaskart som beskrevs av Timm 1970. Quadricoma crassicomoides ingår i släktet Quadricoma och familjen Desmoscolecidae. Inga underarter finns listade i Catalogue of Life.